# Midland (Australië)
Midland is een voorstad van West-Australiës hoofdstad Perth. Het ligt langs de Great Eastern Highway, 16 kilometer ten noordoosten van Perth. In 2021 telde Midland 6.335 inwoners tegenover 3.935 in 2006.
Midland bloeide op toen de spoorwegwerkplaatsen van Albany en Fremantle er rond 1900 naartoe verplaatst werden. 

## Geschiedenis
De Whadjuk Nyungah Aborigines waren de oorspronkelijke bewoners van de streek.
Vanaf 1832 leefden er reeds kolonisten in de streek. Het plaatsje kwam echter pas in 1886 tot ontwikkeling, toen de Midland Railway Company er haar werkzaamheden aanvatte. In 1891 werd de plaats gesticht onder de naam Midland Junction. C.Y. O'Connor werkte vanaf 1891 aan een plan om er de nieuwe spoorwegwerkplaatsen van de Western Australian Government Railways (WAGR) te vestigen. De oude werkplaatsen in Fremantle waren te klein. Dat vooruitzicht deed Midland Junction groeien. O'Connor ondervond echter veel tegenstand, vooral van de bevolking van Fremantle die werkloosheid vreesde. In 1895 opende het spoorwegstation Midland Junction en zegde de overheid de verhuis van de spoorwegwerkplaatsen toe. Midland Junction werd een gemeente en kreeg de naam Helena Vale. In 1896 werd de Midland Junction School gebouwd. De bevolking steeg tot 1.800 in 1897. Dat jaar werd een postkantoor gebouwd. In 1898 was er nog steeds niets definitiefs beslist over de spoorwegwerkplaatsen en de bevolking nam terug af. Veel nieuwe woningen stonden leeg.
In 1900 werd de start van de bouw van de spoorwegwerkplaatsen aangekondigd. De naam van de plaats en van het spoorwegstation zorgden voor verwarring. Op 12 april 1901 veranderde Helena Vale terug van naam en werd weer Midland Junction. De commerciële activiteiten namen er stilaan toe. Er werd een gieterij opgericht om pijpleidingen voor het 'Goldfields Water Supply Scheme' te produceren. In 1902, enkele maanden na de dood van O'Connor, werd eindelijk begonnen met de bouw van de werkplaatsen. Er werd een dam gebouwd die 50 miljoen liter water voor de stoomlocomotieven kon bevatten. Na de Tweede Wereldoorlog zou de dam worden aangepast om er kolen uit de steenkoolmijnen van Collie op te slaan.
Op 4 januari 1904 werden 399 arbeiders uit Fremantle overplaatst. Nog in 1904 werd een riolering aangelegd die aan de basis lag van het rioolnetwerk van de hele agglomeratie Perth. In april 1905 werden de arbeiders uit de spoorwegwerkplaatsen van Albany overgeplaatst. De spoorwegwerkplaatsen draaiden nu op volle kracht. Tegen 1909 werkten er 1200 mensen in de werkplaatsen. Midland Junction telde 4500 inwoners. De meerderheid van de spoorwegarbeiders woonden in Guildford en de nieuwe buitenwijken West Guildford en Bayswater omdat de grond er goedkoper was. Tegen midden de jaren 1920 was men in de spoorwegwerkplaatsen van Midland Junction in staat volledige locomotieven te bouwen.
De 'Sisters of Mercy' verzorgden - vanuit Guildford - al onderwijs in Midland Junction sinds de jaren 1890. Ze bouwden de katholieke St. Brigid’s school, een klooster en een kerk in Midland Junction in 1901-02. Na de opening ervan in 1906 verhuisden ze van Guildford naar Midland Junction. De zusters pendelden nu in omgekeerde richting om les te geven. In 1906 werd een gemeenschapszaal ('Town Hall') gebouwd, in 1910 een gerechtsgebouw, in 1912 de 'Carnegie Library' en in 1913 werd het postkantoor uit 1897 vervangen door een nieuw gebouw. In 1914 werden de staatsslachthuizen van Midland Junction opgericht.
Tijdens de Eerste Wereldoorlog trokken veel spoorwegarbeiders naar het front. Na de oorlog werd een vredesmonument opgericht op het spoorwegdomein. De inwoners van Midland Junction herdenken de gesneuvelden door middel van een in 1923 geplaatste vierzijdige klok op de toren van de gemeenschapszaal. In 1920 werd een wapenopslagplaats van het leger geopend. De crisis van de jaren 30 veroorzaakte ontslagen in de spoorwegwerkplaatsen en de 'West Midland Workshops' werden gesloten. Vanaf 1934 was er verbetering merkbaar. De spoorwegwerkplaatsen voerden opdrachten uit voor de 'State Steamship Services' en de 'Tramway Branch'.
Tijdens de Tweede Wereldoorlog werden de spoorwegwerkplaatsen uitgebreid. Ze bouwden 83 draaibanken op drie maanden tijd en produceerden daarop munitie. In de gieterij werden gereedschappen voor wapenfabrieken gemaakt en propellers en stoomturbines gegoten voor oorlogsschepen. In 1949 werd de laatste in de werkplaats geproduceerde locomotief opgeleverd. De graanterminal van de CBH Group in Midland Junction werd in 1954 gebouwd.  In 1961 veranderde Midland Junction weer van naam en werd Midland. In 1964 kocht WAGR de 'Midland Railway Company' op. Op de gronden van het bedrijf werd de 'Rapid Transit Terminal' gebouwd in 1967 en het 'Centrepoint Shopping Centre' in 1972. 'Town of Midland' werd in 1970 'Shire of Swan'. In de jaren 1980 werd een nieuw politiekantoor en gerechtsgebouw geopend. 'Midland Gate Shopping Centre', 'Swan Park Leisure Centre' en de 'Speed Dome' openden.
In 1993 werd het 'Department of Land Administration' in Midland gevestigd. In 1994 werden de spoorwegwerkplaatsen van Midland gesloten. Het werd een herontwikkelingssite. Onder meer de Edith Cowan University en het grote Western 'Australian Police Operations Centre' vonden er een thuis.

## 21e eeuw
Op 25 februari 2000 werd de Shire of Swan de City of Swan. Midland is de hoofdplaats van het lokale bestuursgebied.
In november 2005 werd beslist een groot hospitaal te bouwen op het voormalige domein van de spoorwegwerkplaatsen van Midland. Het opende in 2015. Tegen 2029 zou ook een medische campus van Curtin's University van start gaan op het voormalige spoorwegdomein.
Aan de dam waar kolen werden opgeslagen werd het residentieel project Woodbridge Lakes ontwikkeld.
In 2007 veranderde het Department of Land Administration van naam en werd Landgate.

## Transport
Het spoorwegstation van Midland ligt aan de Eastern Railway die verder naar het oosten de Eastern Goldfields Railway wordt. Men kan er de The Prospector naar Kalgoorlie of Perth, de AvonLink naar Northam en de MerredinLink naar Merredin of Perth nemen. De treindiensten worden verzorgd door Transwa. De Midland Line, onderdeel van het stadsnetwerk uitgebaat door Transperth, maakt deel uit van de Eastern Railway.
De Great Eastern Highway loopt door Midland en maakt er deel uit van de Highway 1. De Great Northern Highway begint in Midland. Verscheidene busdiensten verzorgd door Transwa doen Midland aan.

## Klimaat
Midland kent een warm mediterraan klimaat (Csa volgens Köppen). Het dichtstbijgelegen weerstation (4,5 kilometer) is dat van de luchthaven van Perth.
| Maand                                  | jan  | feb  | mrt  | apr  | mei  | jun   | jul   | aug   | sep  | okt  | nov  | dec  | Jaar  |
| -------------------------------------- | ---- | ---- | ---- | ---- | ---- | ----- | ----- | ----- | ---- | ---- | ---- | ---- | ----- |
| Gemiddeld maximum (°C)                 | 31,8 | 31,9 | 29,7 | 25,6 | 21,8 | 19,0  | 17,9  | 18,6  | 20,2 | 22,8 | 26,0 | 29,0 | 24,5  |
| Gemiddeld minimum (°C)                 | 17,0 | 17,5 | 16,0 | 13,0 | 10,4 | 9,0   | 8,0   | 8,1   | 8,9  | 10,3 | 12,8 | 14,9 | 12,2  |
|                                        |      |      |      |      |      |       |       |       |      |      |      |      |       |
| Neerslag (mm)                          | 11,1 | 14,9 | 16,0 | 40,0 | 97,4 | 155,7 | 156,0 | 119,0 | 72,7 | 43,2 | 25,6 | 11,3 | 762,9 |
| Regendagen (dag)                       | 1,5  | 1,5  | 2,3  | 5,3  | 9,8  | 13,8  | 14,9  | 13,1  | 10,3 | 6,7  | 4,2  | 2,2  | 85,6  |
| Bron: Australian Bureau of Meteorology |      |      |      |      |      |       |       |       |      |      |      |      |       |

## Galerij

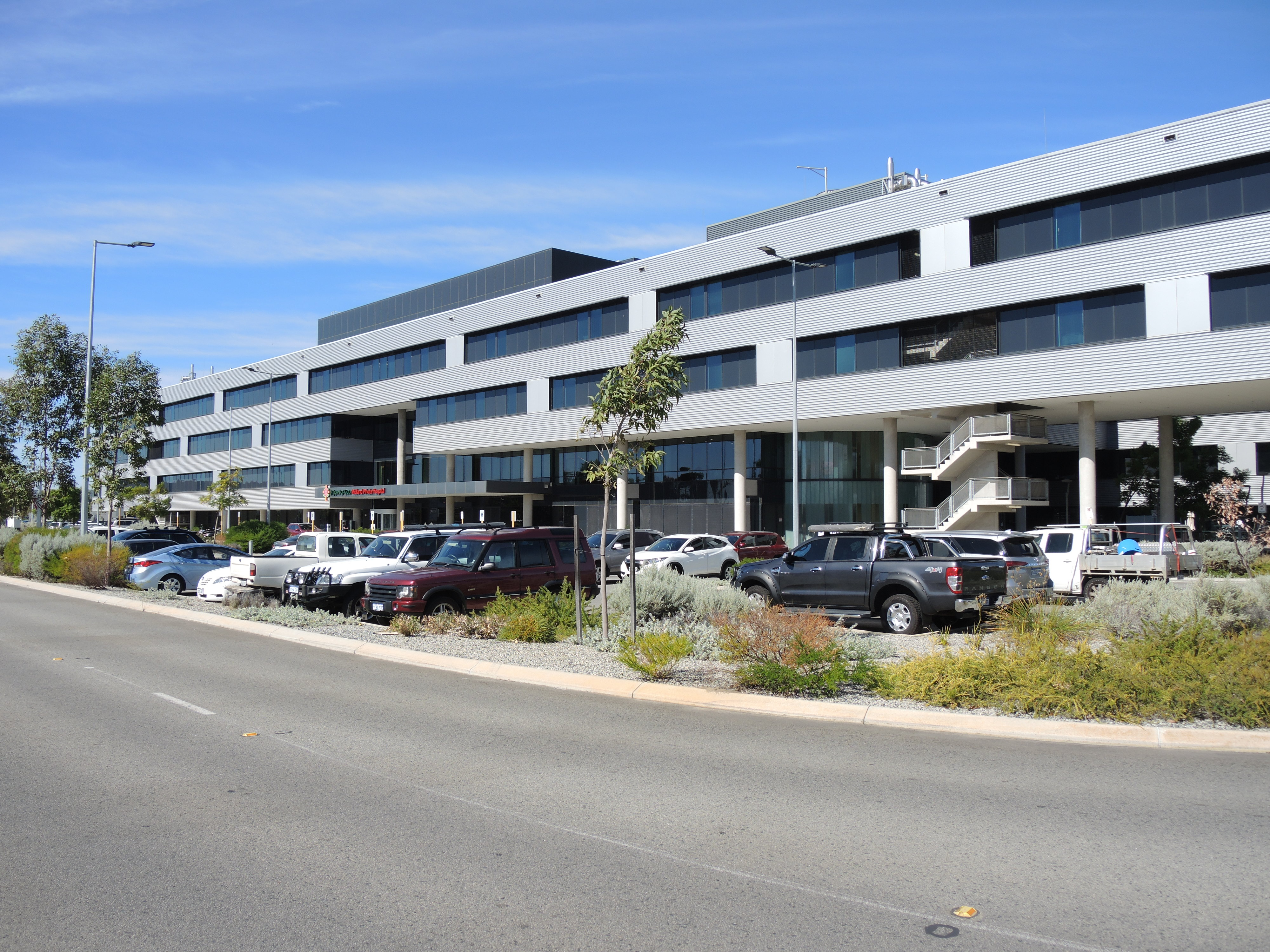
hospitaal
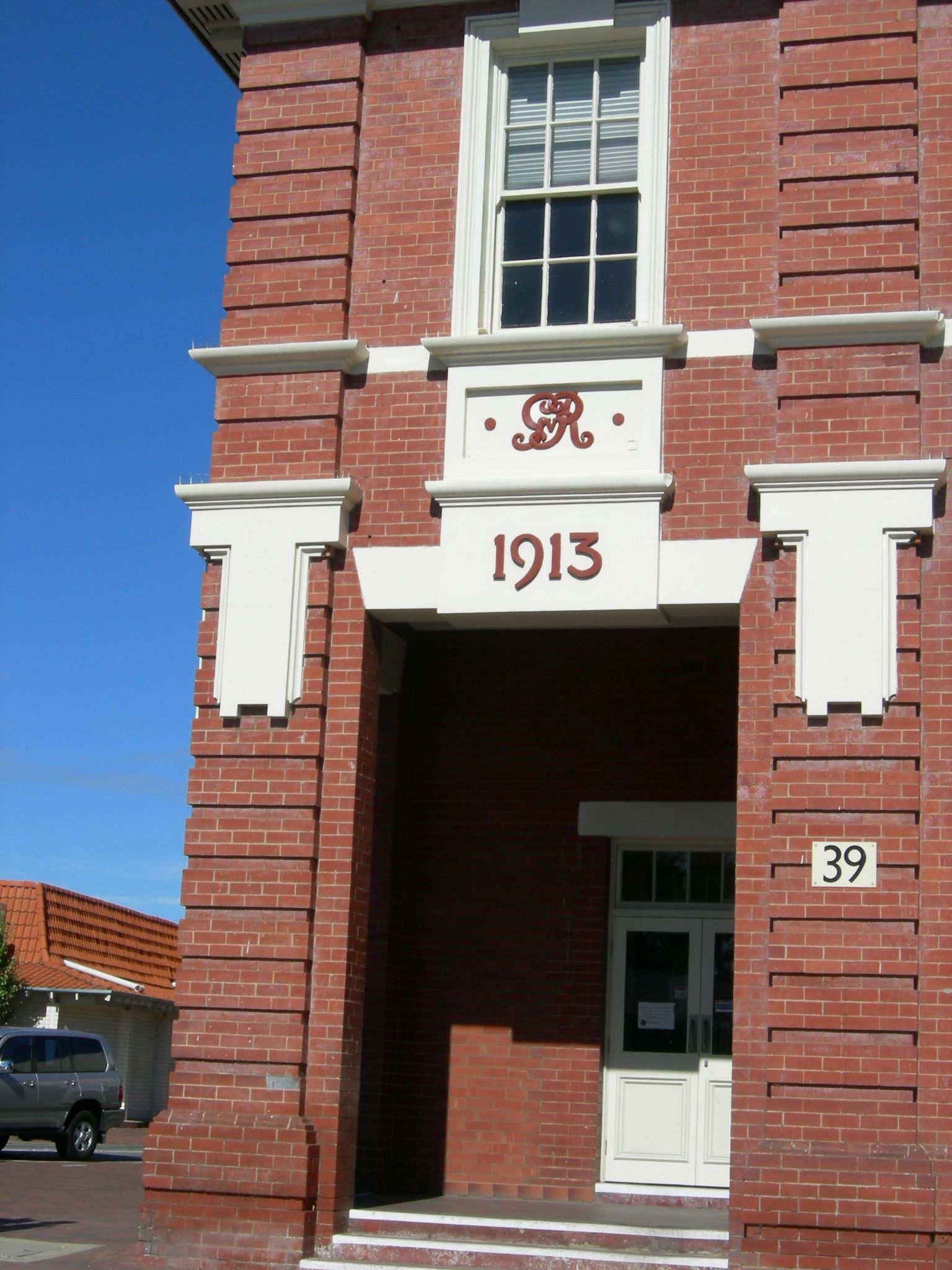
postkantoor
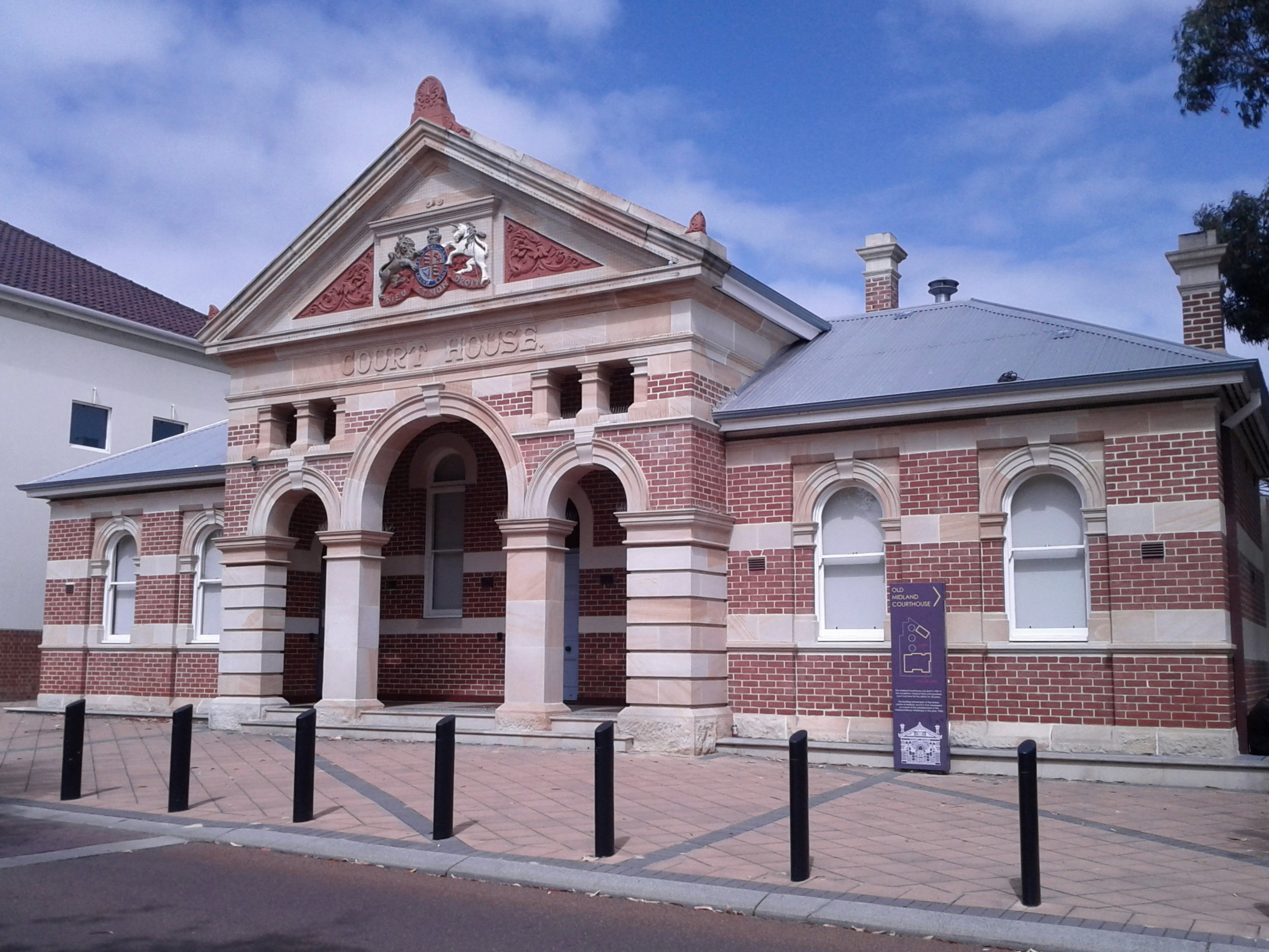
gerechtsgebouw
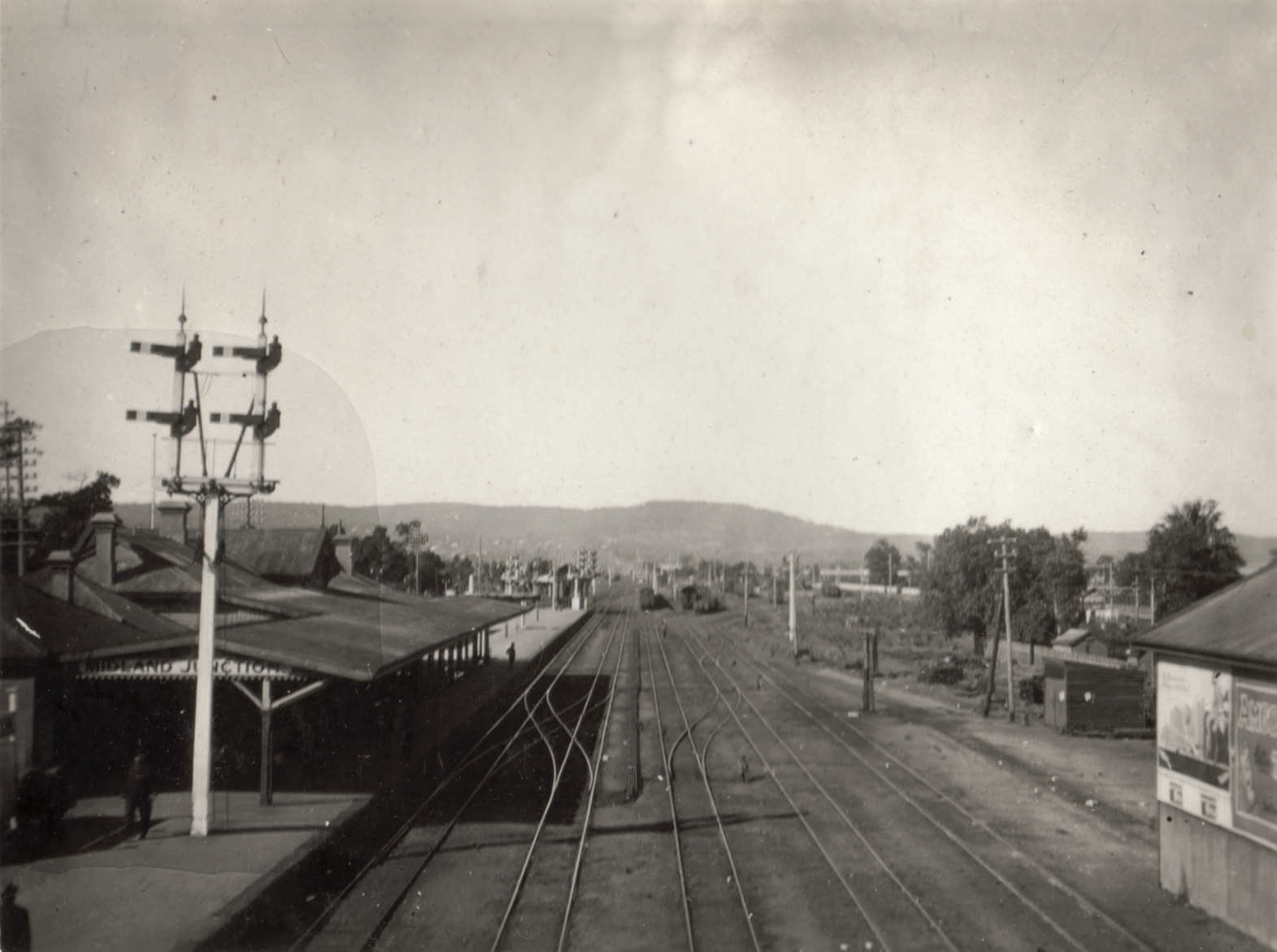
spoorwegstation in 1927
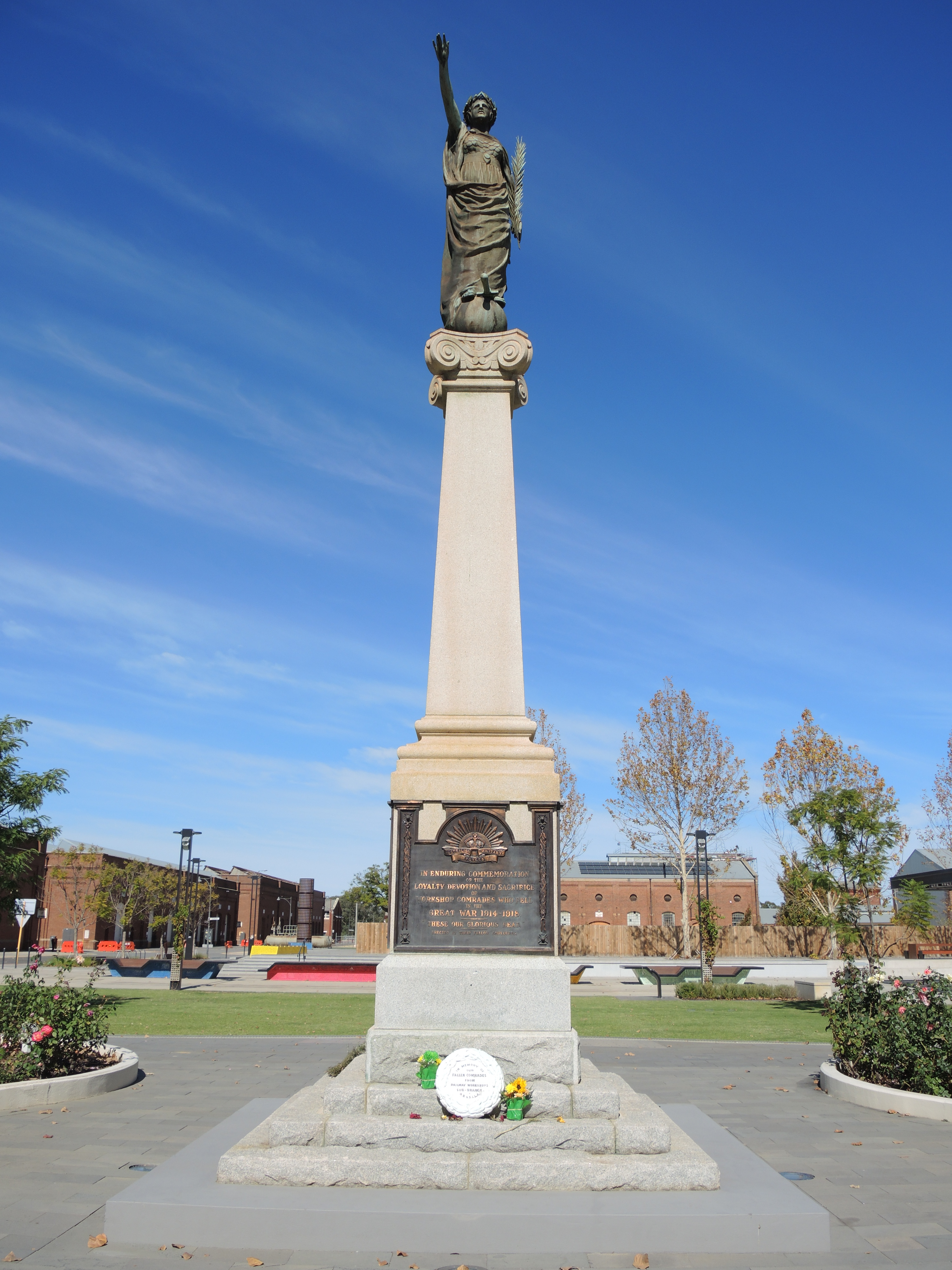
monument gesneuvelden WOI
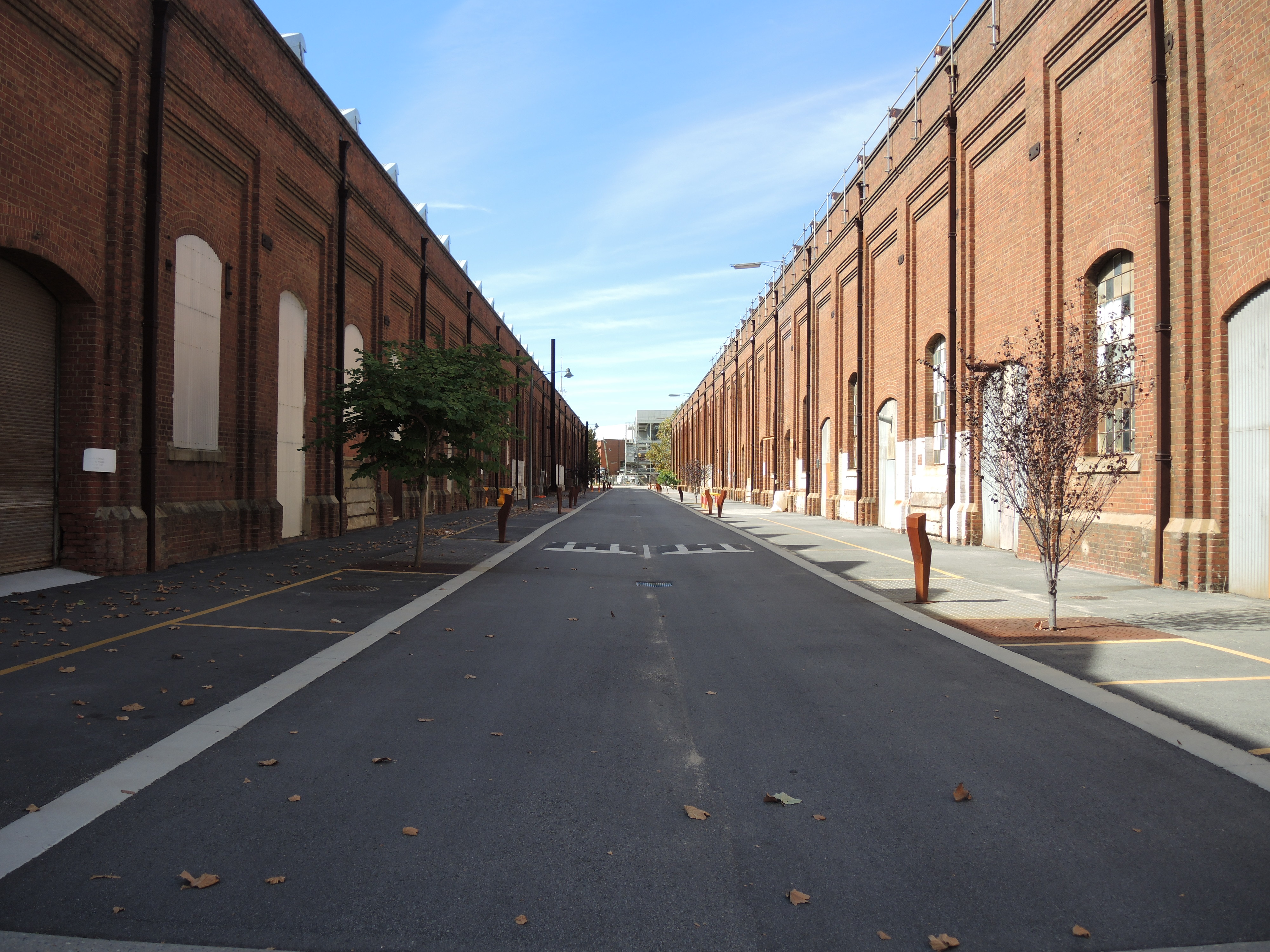
spoorwegwerkplaatsen
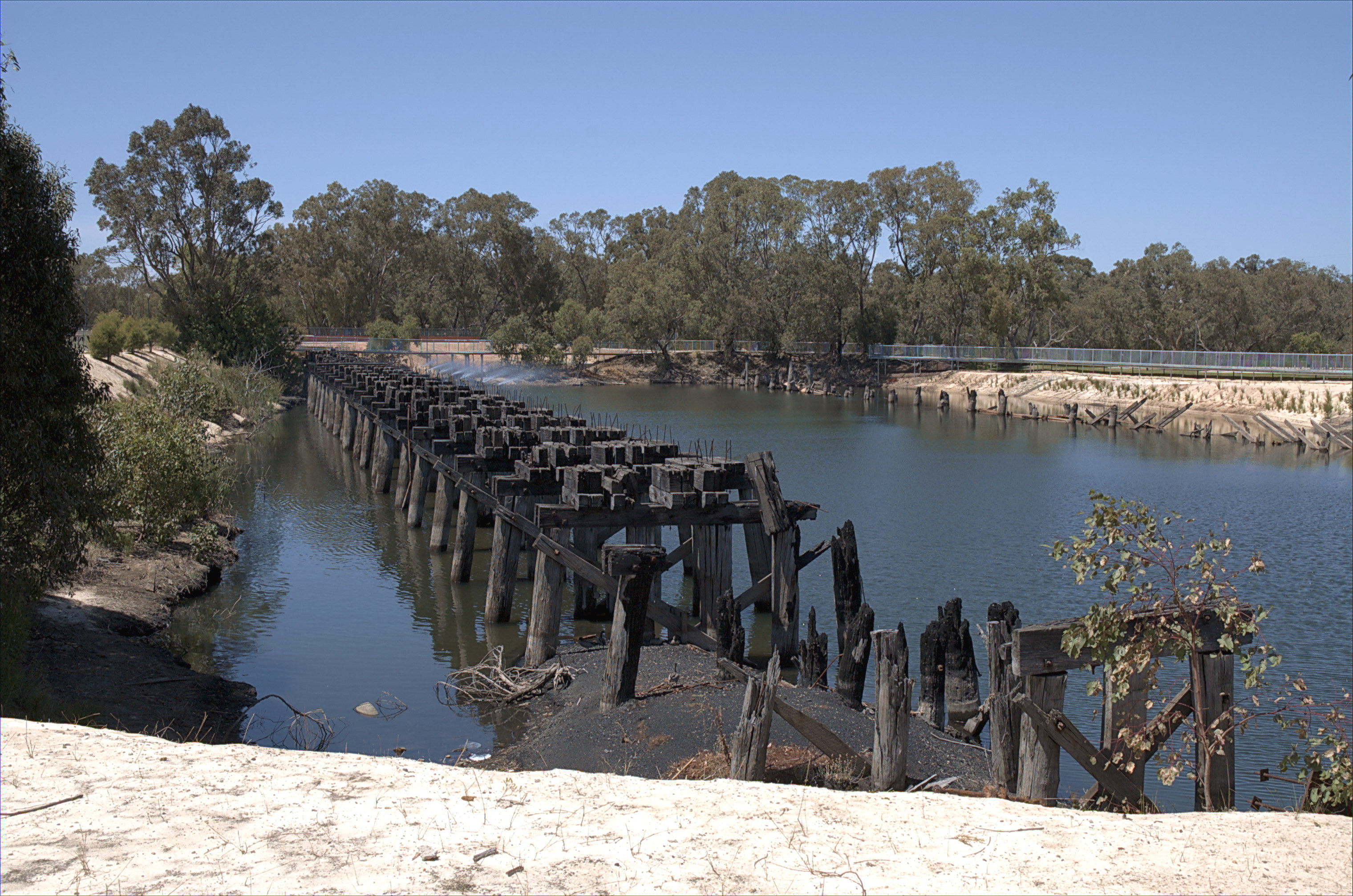
kolenopslag/dam
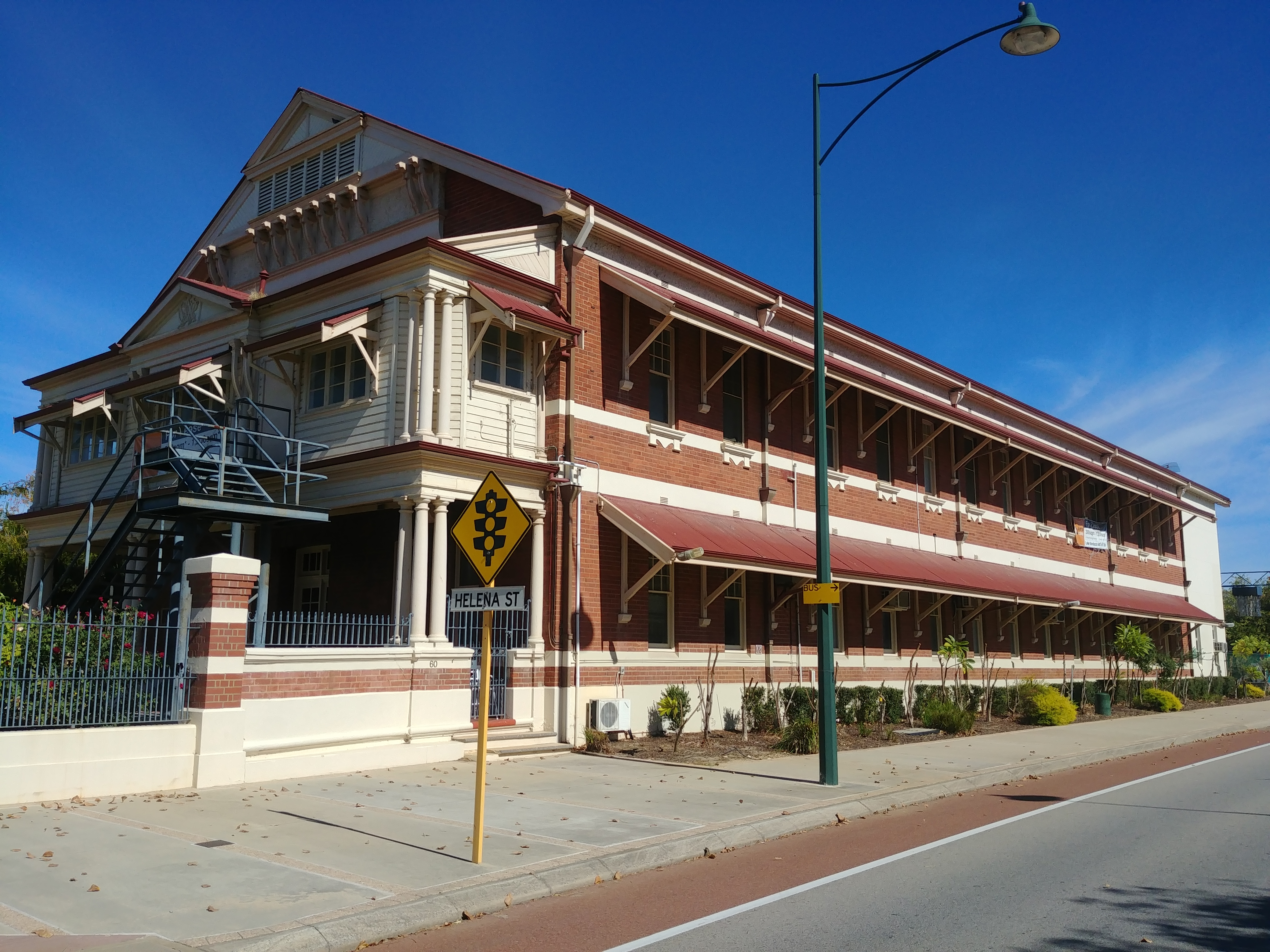
voormalig WAGR kantoorgebouw